# Port de Vaasa
Le port de Vaasa (finnois : Vaasan satama, LOCODE:FI VAA) est un port situé sur l'île de Vaskiluoto à Vaasa en Finlande,.

## Présentation
Le port de Vaasa est un petit port qui traite principalement l'importation et l'exportation de pétrole, de charbon, de produits agricoles et de marchandises. 
Il a fait transiter 910 103 tonnes de marchandises en 2019.
Le port assure aussi trafic de passagers avec Umeå, en Suède en tant que partie de la route européenne 12.
Il a accueilli 209 700 passagers en 2019.
Le port de Vaasa est à 10 kilomètres de l'aéroport international et à proximité de la route européenne 8 et de la ligne Seinäjoki–Vaasa. 
Les équipements principaux du port sont:
| Équipement           | Longueur | Profondeur | Réf.  |
| -------------------- | -------- | ---------- | ----- |
| Quai du charbon      | 145 m    | 9 m        |       |
| Quai de Reini        | 240 m    | 5–7 m      |       |
| Quai des traversiers |          | 5,7–6,8 m  | [ 5 ] |
| Quai Nord            | 180 m    | 5,5–7,5 m  | [ 5 ] |
| Quai Sud             | 180 m    | 5–9 m      |       |
| Quai de Lasse        | 214 m    | 9 m        |       |
| Port pétrolier       |          | 9 m        |       |

## Galerie

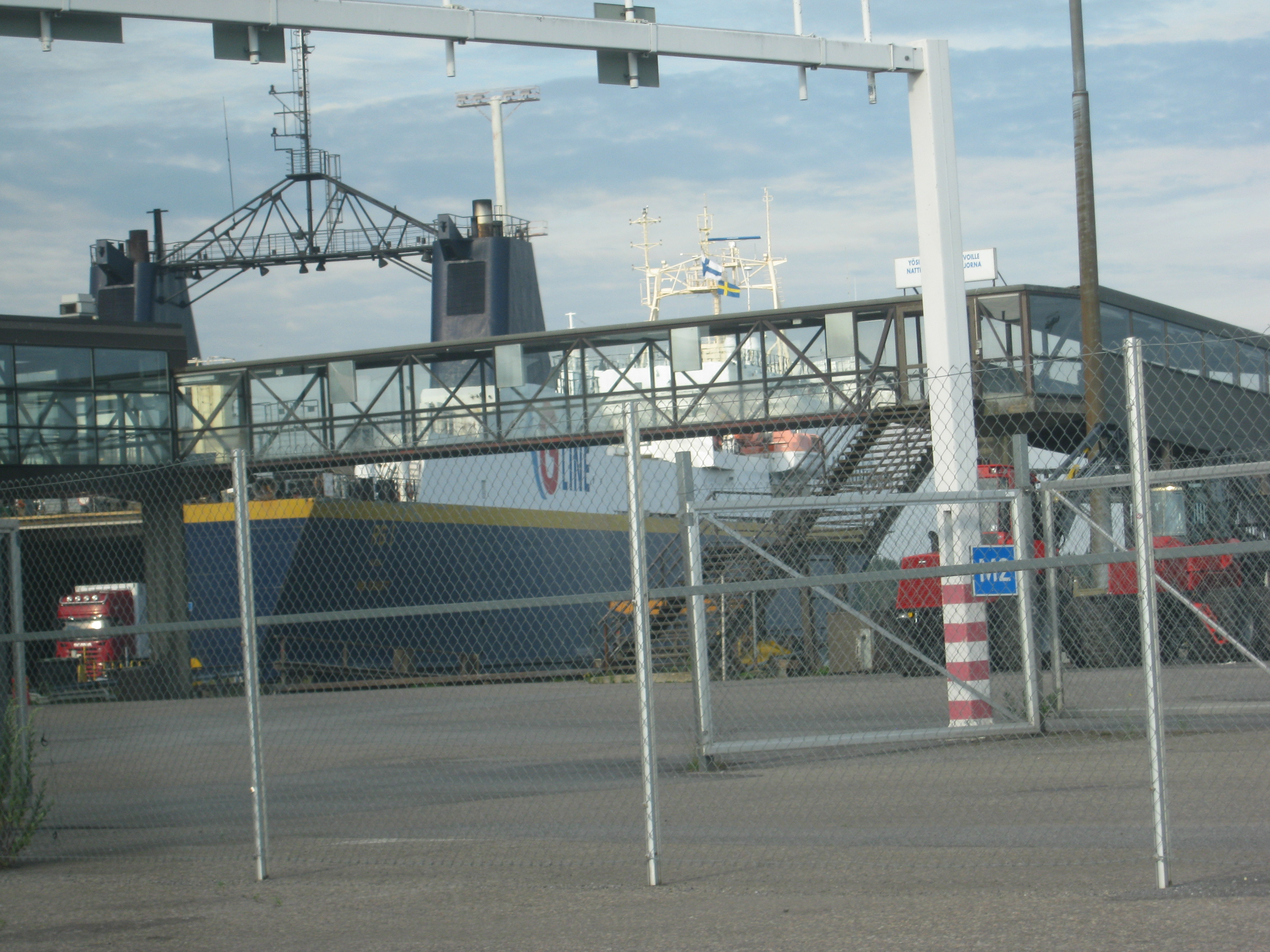
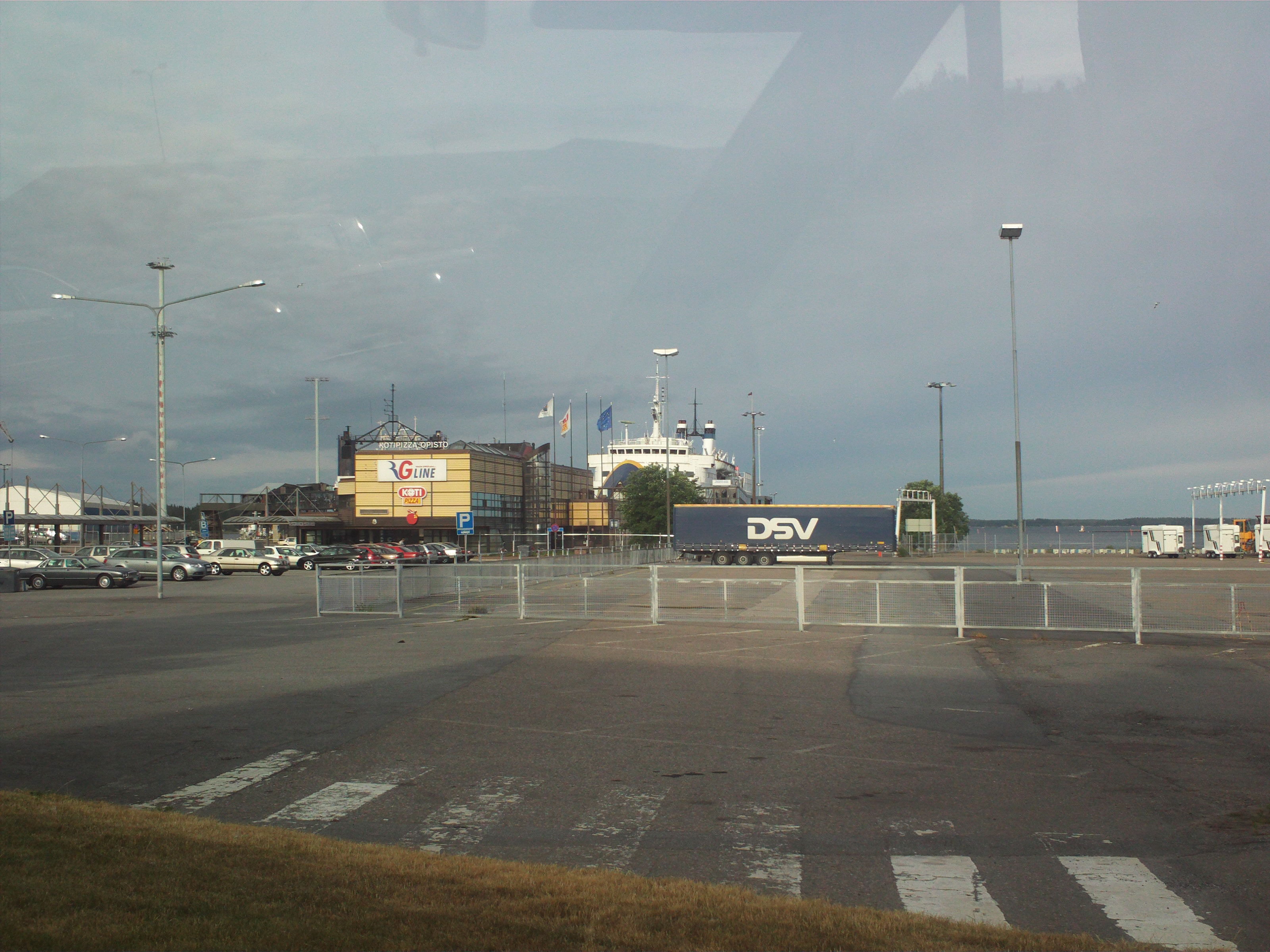
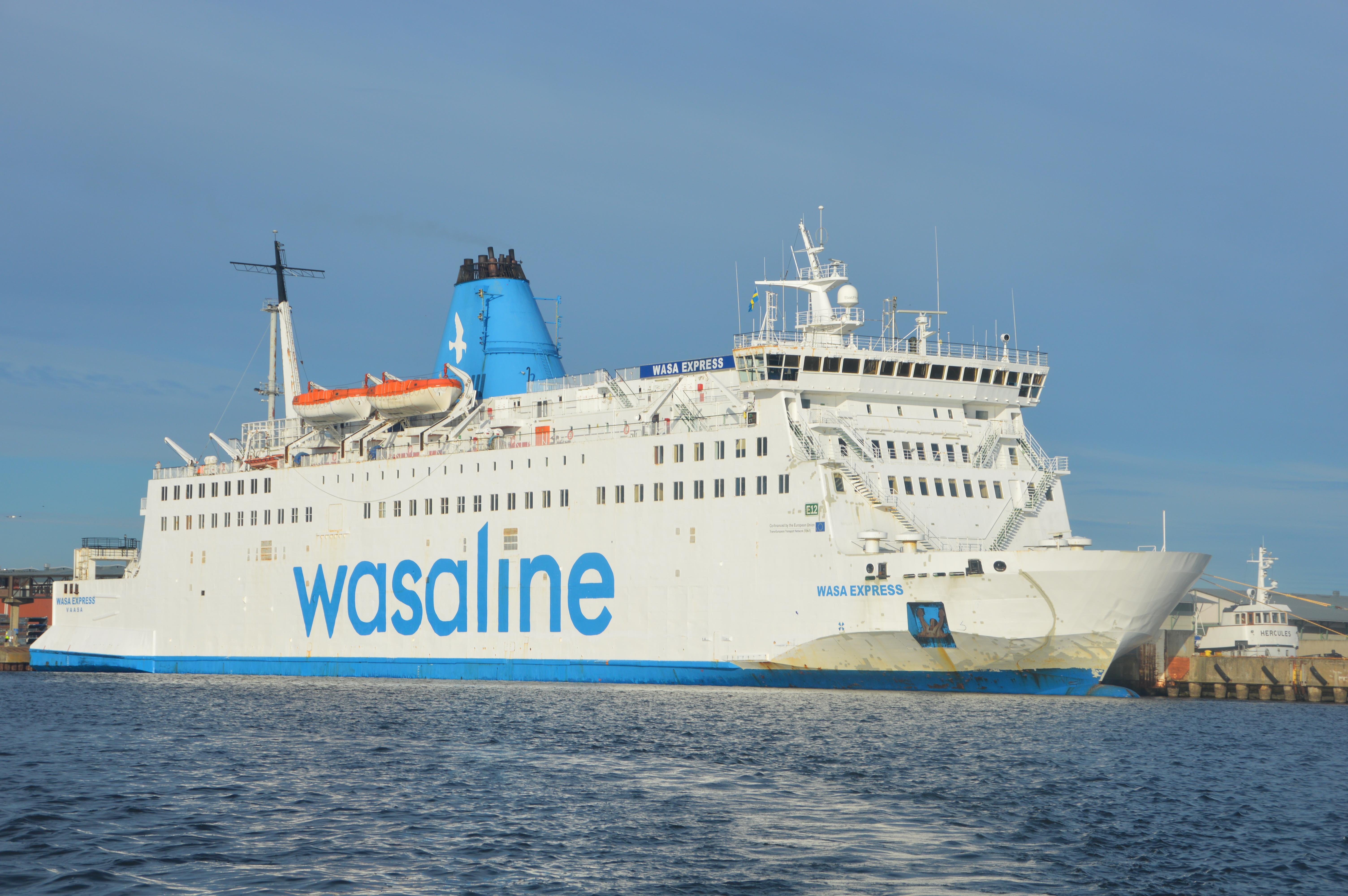
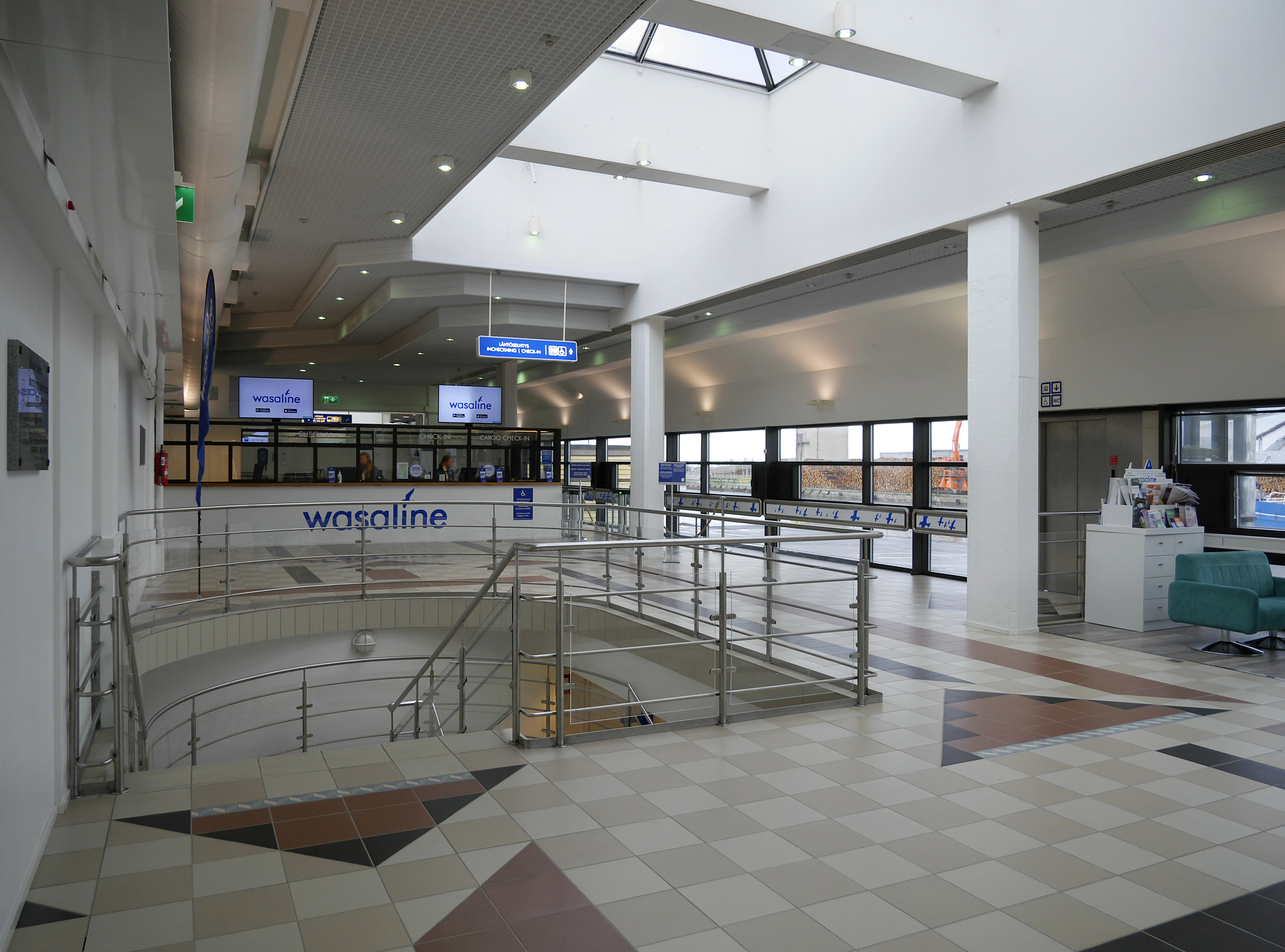
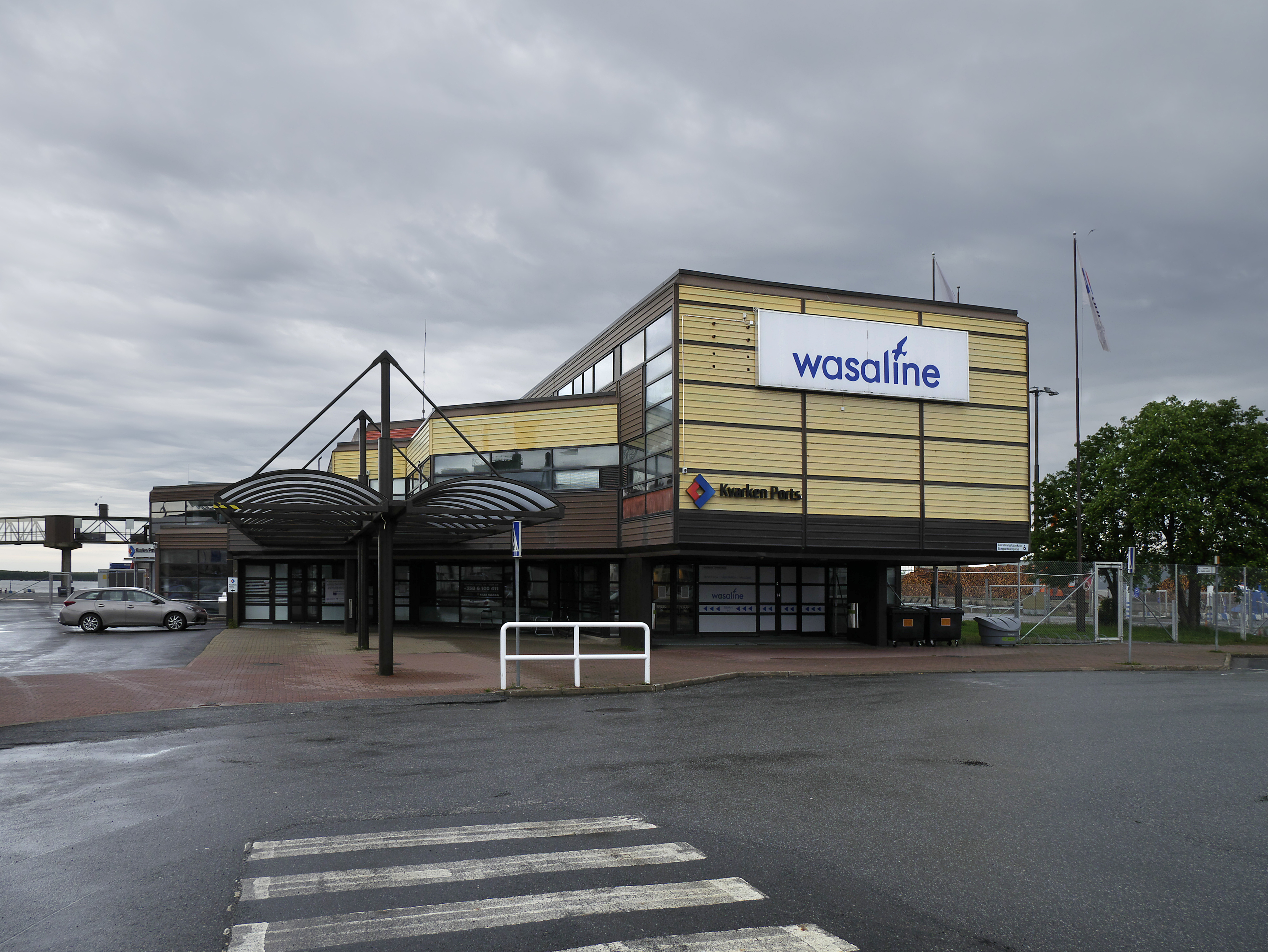